# Gerry van der Linden
Gertrude Maria Johanna Catharina o Gerry van der Linden (Eindhoven, 25 de novembre de 1952) fou una escriptora neerlandesa.
Nascuda a Eindhoven. Van der Linden va publicar la seva primera col·lecció de poesia De Aantekening el 1978. Es va traslladar als Estats Units el 1979, residint entre les ciutats de Nova York i San Francisco durant quatre anys. Després del seu retorn als Països Baixos, va publicar el seu segon llibre de poesia Val op de rand el 1990.
Van der Linden és professora de poesia i escriptura creativa a l'Escola de Amsterdam d'Escriptura. Va treballar per al PEN Club Internacional dels Països Baixos. Els seus poemes han aparegut en la traducció a diverses antologies i publicacions a Bulgària, Anglaterra, França, Alemanya, Indonèsia, Macedònia i Eslovènia.

## Selecció d'obres
- Enveloppen, novel·la (1992)
- Aan mijn veren hand, poesia (1993)
- Wind, novel·la (1995)
- Zandloper, poesia (1997)
- Dolk, novel·la (2000)
- Uitweg, poesia (2001)
- Goed volk, poesia (2004)
- Glazen Jas (2007)